# Sea Isle City
Sea Isle City – miasto w Stanach Zjednoczonych, w stanie New Jersey, w hrabstwie Cape May, nad Oceanem Atlantyckim.